# Nördliches Harzvorland

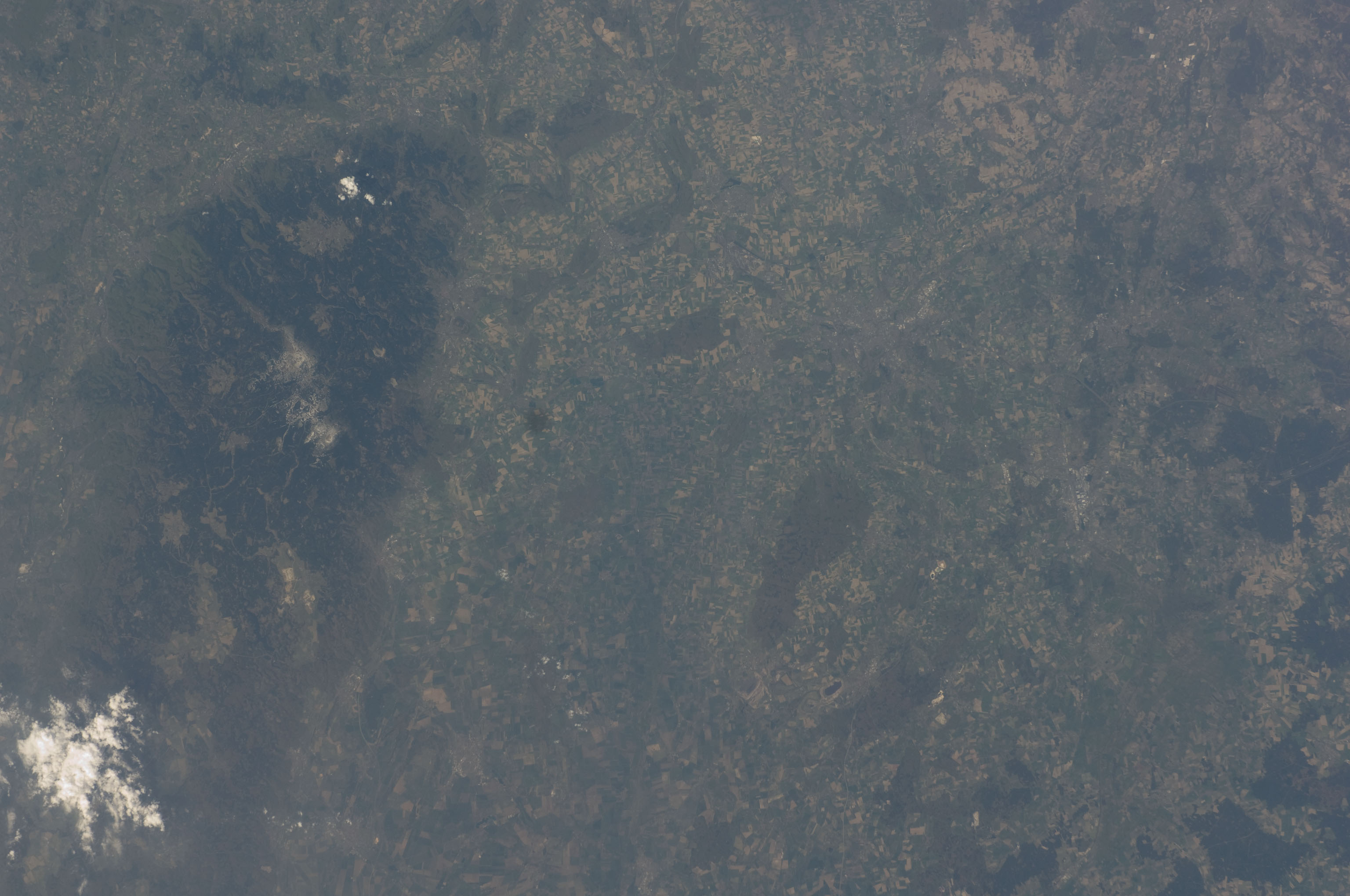
Das nördliche Harzvorland, aufgenommen im Rahmen der ISS‑Expedition 19 am 15. April 2009

Das Nördliche Harzvorland ist eine naturräumliche Haupteinheitengruppe in den Lößbörden des norddeutschen Tieflands. Sie erstreckt sich vom Nordrand des Harz ab der Linie von Goslar nach Ermsleben bis nach Norden zwischen Braunschweig und Wefensleben. Der Naturraum liegt in Niedersachsen und zum größeren Teil in Sachsen-Anhalt, er gehört zu den Naturräumlichen Großregionen Deutschlands unter der Kennnr. D33.

## Beschreibung

### Lage und Größe
Im Westen wird das Nördliche Harzvorland durch die Höhenzüge linksseitig der Oker (Okerrandhöhen) sowie den Salzgitter-Höhenzug begrenzt. In Ost-West-Richtung durchschneidet das Große Bruch mit seinen torfigen Moorböden die ansonsten lössbedeckte Landschaft in zwei große Bereiche, deren Böden typisch für die Lößbörden sind, nämlich das Ostbraunschweigische Hügelland im Norden und die Harzrandmulde im Süden. Die Ausdehnung in Ost-West-Richtung zwischen Salzgitter-Bad und Oschersleben beträgt etwa 60 Kilometer, die Süd-Nord-Ausdehnung zwischen dem Dorm und Wernigerode etwa 50 Kilometer. Die geschätzte Größe von etwa 3.000 km² ergibt sich aus den vom Bundesamt für Naturschutz angegebenen Größen der Haupteinheiten (s. u.). Die vom BfN für das Gebiet D33 angegebenen Grenzen weichen von denen des naturräumlichen Handbuchs im Ostbereich ab, da einige Gebiete zur Nachbarregion D20 gezählt werden.
Der Naturraum schließt sich im Süden an den namensgebenden Naturraum Harz an. Im Westen grenzt er am Harzrand entlang der Innerste an das Weser-Leine-Bergland sowie ab Salzgitter an die Lößlandschaft der Niedersächsischen Börden (52, D32). Im Norden beginnt mit dem Ostbraunschweigischen Flachland die Geestregion des Weser-Aller-Flachlands und im Osten mit der Magdeburger Börde das Mitteldeutsche Schwarzerdegebiet (50, D20).

### Geologie
Den beiden Landschaften im Norden und Süden sind außer den fruchtbaren Lößböden stark ausgebildete Höhenzüge gemeinsam, in denen vorwiegend Muschelkalk (Huy, Großer Fallstein, Elm, Oderwald) ansteht. Durch die zahlreichen Harzflüsse wie Oker, Ilse und Bode haben sich in deren Tälern Aue-Böden herausgebildet. Insgesamt ist das Gebiet landwirtschaftlich bedeutsam; zusammenhängende Waldgebiete sind nahezu ausschließlich auf die weniger fruchtbaren Böden der Höhenzüge beschränkt. In der Helmstedter Region dominieren die aufgelassenen Tagebaue der Braunkohle.

## Naturräumliche Zuordnung
Gemäß der Systematik der Naturräumlichen Großregionen Deutschlands stellt das Nördliche Harzvorland die Haupteinheitengruppe mit der Nummer 51 innerhalb der Lößbörden dar. Sie gliedert sich in die Haupteinheiten (Regionen 4. Ordnung; dreistellig):
- 51 Nördliches Harzvorland (D33)
  - 510 Harzrandmulde bzw. alternative Bezeichnung im Handbuch:[5]
    - 5101 Harzburger Harzvorland
    - 5102 Blankenburger Harzvorland

  - 511 Großes Bruch
  - 512 Ostbraunschweigisches Hügelland

Das BfN klammert aus den jeweiligen Haupteinheiten wegen der Bodennutzung die Hügelketten (Elm-Asse-Oderwald, Harlyberg-Fallstein-Huyberg) und Talauen (Bode-Holtemmetal, Okertal) aus und führt sie unter eigenen Landschaftsnamen. Auch die städtischen Verdichtungsräume werden separat geführt (Braunschweig).

## „Nördliches Harzvorland“ in den Bundesländern
Niedersachsen und Sachsen-Anhalt haben ab Ende der 1990er eigene Begrifflichkeiten für die Landschaftsräume entwickelt, die meteorologische, bodenkundliche, territoriale und insbesondere landschaftsplanerische Aspekte berücksichtigen. Beide Länder grenzen den Begriff Harzvorland deutlich auf den harznahen, hier als Harzrandmulde betitelten Bereich, ein. Die nördlichen Teile werden in Niedersachsen unter dem Namen Ostbraunschweigisches Hügelland (Niedersachsen) (K32) und in Sachsen-Anhalt als Börde-Hügelland (Kennnr. LE 4.1) geführt, also begrifflich nicht mehr dem Vorland des Harz zugeordnet.

### Nördliches Harzvorland (Niedersachsen)
Die unter der Kennnr. K39 vom NLWKN geführte Kulturlandschaft umfasst ein 250 km² großes Gebiet zwischen Langelsheim im Südwesten und Hornburg im Nordosten mit der Landesgrenze als östlichen Rand. Naturräumlich werden hier aus dem Gebiet des Harzburger Harzvorlands (5101) die südlich dieser Linie liegenden Unter-Einheiten 5101.01, 5101.02, 5101.10 und 5101.12 und Teile von 5101.11 zusammengefasst und um Abschnitte aus dem Innerstebergland (379), speziell dem Ringelheimer Bergland (379.2) ergänzt: der südliche Teil des Salzgitter-Höhenzugs und des Ringelheimer Beckens (379.22 und 379.23).
Der „Naturräumlichen Region Niedersachsen Weser-Leinebergland“ mit der Kennnr. 8.2 werden wiederum andere Abschnitte des Nördlichen Harzvorlands zugeordnet, nämlich das Okertal (5101.01) sowie das gesamte Gebiet des Harlybergs und die südlich davon sich bis Sachsen-Anhalt anschließende Landschaft. Die Wedde-Warne-Mulde (5101.01) ist im Gegensatz zu K39 davon ausgenommen und wird dem Ostbraunschweigischen Hügelland (Niedersachsen) mit der Kennnr. 7.2 bzw. K32 zugeschlagen.

### Nördliches Harzvorland (Sachsen-Anhalt)
Das zuständige LAU in Sachsen-Anhalt definiert die Grenzen des östlichen Teils der Harzrandmulde unter der Kennnr. LE 4.3 neu.